# سام وود
سام وود (بالإنجليزية: Sam Wood)‏ (و. 1884 – 1949 م) هو مخرج سينمائي، وكاتب سيناريو، وممثل، من الولايات المتحدة الأمريكية، ولد في فيلادلفيا، بنسيلفانيا، توفي في هوليوود، كاليفورنيا، عن عمر يناهز 65 عاماً بسبب نوبة قلبية.

## وصلات خارجية
- سام وود على موقع IMDb (الإنجليزية)
- سام وود على موقع الموسوعة البريطانية (الإنجليزية)
- سام وود على موقع ألو سيني (الفرنسية)
- سام وود على موقع تيرنر كلاسيك موفيز (الإنجليزية)
- سام وود على موقع أول موفي (الإنجليزية)
- سام وود على موقع قاعدة بيانات الأفلام السويدية (السويدية)
- سام وود على موقع إن إن دي بي (الإنجليزية)
- سام وود على موقع قاعدة بيانات الفيلم (الإنجليزية)
- سام وود على موقع كينوبويسك (الروسية)